# Convalescence

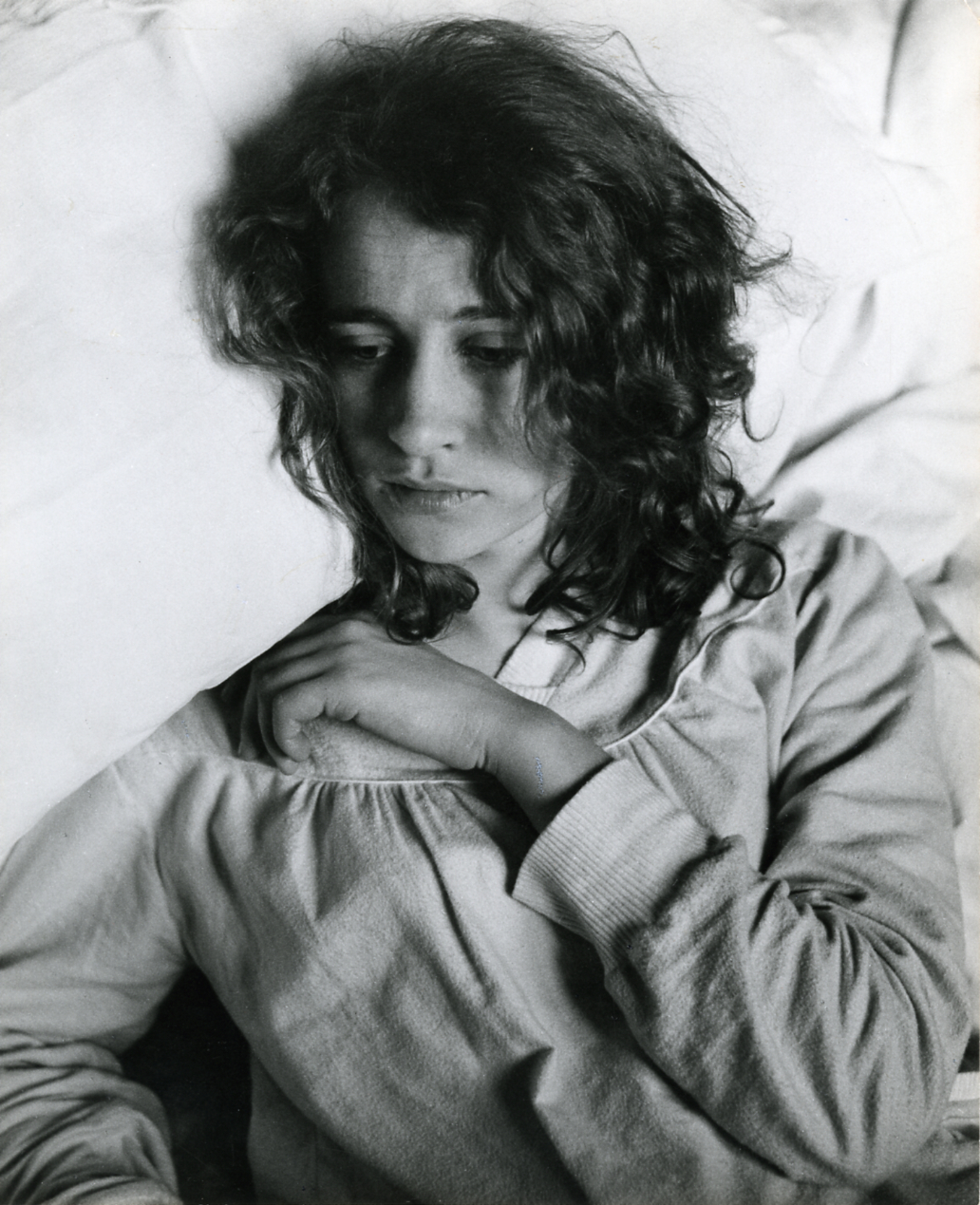
Une femme convalescente. Photo par Paolo Monti.

La convalescence est un état faisant suite à la maladie dans lequel le patient, certes guéri, n'a pas encore recouvré la plénitude de sa santé et retrouve progressivement ses forces et capacités.

## Étymologie
Convalescence découle du bas latin convalescentia, lui même de convalescere (reprendre des forces, guérir).

## Définition
État de transition entre la fin d'une maladie (et de son traitement), et le retour à un état de santé physique et psychique satisfaisant,. S'emploie par extension aussi pour définir l'état d'un patient après le traitement d'une blessure ou une intervention chirurgicale.

## Temporalité
Dans l'histoire naturelle des maladies infectieuses, la séquence classique des états débute par l'incubation suivie de la phase d'état puis de la convalescence. La guérison n'est établie qu'au terme de la convalescence quand le patient a retrouvé la santé, mais pas forcément son état antérieur. Dans l'usage moderne il est fréquent de prononcer la guérison dès la disparition des signes cliniques et la négativation des examens biologiques cherchant la présence du microbe, et donc avant la convalescence ; cette annonce prématurée de la guérison peut déstabiliser les patients qui n'ayant pas fait leur convalescence n'ont pas recouvré une santé satisfaisante.

## Établissements de convalescence
Dans de nombreuses circonstances la personne convalescente n'est pas en mesure de retrouver seule son état de santé antérieur, ni même un état de santé satisfaisant. En conséquence des structures apportant des soins adaptés se sont développées sous des dénominations variables selon les pays et les époques, unité de convalescence au sein d'établissements de soins généraux, maison ou centre de convalescence entièrement consacrés à des patients ayant besoin d'une aide ou d'une rééducation pour retrouver forces et capacités. Ces soins entrent en France dans le champ des soins de suite et de réadaptation anciennement appelés moyen séjour.

## Usages et sens dérivés
Convalescence exprime aussi le temps, la période, durant lequel s'opère le rétablissement progressif après une maladie (par exemple : une longue convalescence). Employé pour définir une période plutôt qu'un état est le sens premier au Québec.
Dans le jargon militaire, la convalescence pouvant être un motif d'exemption de service après une maladie, il en dérive l'attribution de permission à titre de convalescence (dite PATC) d'où l'emploi être en convalescence qui désigne une position administrative,.
En argot de France, l'apocope convalo remplace le terme complet.
Selon les circonstances une convalescence sera dite longue ou rapide, difficile, pénible, lente ou parfaite.
Le terme de convalescence est aussi employé en psychologie clinique pour décrire la période post-traumatique où le patient doit se reconstruire.
Le plasma de convalescence, ou plasma de convalescents, est un plasma sanguin riche en anticorps neutralisants, prélevé chez un malade récemment guéri d'une infection pour être administré à un malade dans le but d'atténuer la gravité des symptômes, voire d'accélérer la guérison.